# Martin Hairer
Martin Hairer (né le 14 novembre 1975 à Genève) est un mathématicien autrichien, lauréat de la médaille Fields en 2014.

## Biographie
Martin Hairer grandit à Genève et obtient une maturité gymnasiale au Collège Claparède. Il étudie ensuite à l'Université de Genève où il passe une licence de mathématiques, un diplôme en physique en 1998, suivis d'un doctorat en physique en 2001, sous la direction de Jean-Pierre Eckmann. Il devient professeur associé au Courant Institute of Mathematical Sciences de l'université de New York, puis professeur à l'université de Warwick, au Royaume-Uni. Il est actuellement professeur à l'Imperial College à Londres et membre de la Royal Society.

## Travaux
Ses travaux de recherche concernent la théorie des probabilités, et plus particulièrement les équations aux dérivées partielles stochastiques.
Avec le mathématicien américain Jonathan Mattingly, il étudie, au moyen du calcul de Malliavin, le comportement en temps long des solutions des équations de Navier-Stokes stochastiques bi-dimensionnelles, qui décrivent l'écoulement plan d'un fluide soumis à une force aléatoire ; tous deux établissent notamment le caractère ergodique de ce flot.
Hairer développe ensuite une nouvelle approche mathématique des équations aux dérivées partielles stochastiques fortement non-linéaires. La notion de « structure de régularité locale », introduite par Hairer, permet de donner un sens à ces équations dans des cas singuliers pour lesquels des solutions classiques n'existent pas, en les définissant comme le point fixe d'une procédure de renormalisation, et d'obtenir une description locale des solutions. Cette approche permet notamment de traiter l'équation Kardar-Parisi-Zhang (en) (KPZ) qui décrit la croissance aléatoire de surfaces rugueuses.

## Prix et distinctions
- Prix Philip-Leverhulme 2008
- Prix Fermat  2013[5]
- Médaille Fields 2014.
- Breakthrough Prize 2021.